# Кабак, Константин Степанович
Константин Степанович Кабак (21 мая 1924 — 17 декабря 1998) — украинский советский гистолог и эмбриолог, морфолог, педагог, доктор медицинских наук, профессор (с 1970). Лауреат Государственной премии Украины в области науки и техники (1994).

## Биография
Участник Великой Отечественной войны.
В 1951 году окончил Днепропетровский медицинский институт. Ученик Н. И. Зазыбина.
В 1969 защитил докторскую диссертацию на тему: «Материалы к изучению реактивных изменений и свойств периферической нервной системы новорожденных».
В 1976—1992 работал заведующим кафедрой гистологии и эмбриологии, затем — деканом лечебного факультета (1969—1970), проректор по научной работе (1971—1973), по учебной работе (1973—1987) Киевского медицинского института (ныне Национальный медицинский университет имени А. А. Богомольца).
Умер 17 декабря 1998 года. Похоронен в Киеве на Байковом кладбище (участок № 52).

## Научная деятельность
К. Кабак — автор более 120 научных работ, посвященных изучению эмбриогенеза, строению, возрастных и реактивных изменений и свойств периферической нервной системы.

## Избранная библиография
- К вопросу об иннервации начальных отделов лимфатической системы (1964);
- Возрастные особенности реактивных изменений периферической нервной системы некоторых органов новорожденных при воздействии неадекватных раздражителей (1968);
- Морфологические и биохимические аспекты биодеструкции полимеров (1986) и др.

## Награды
- Орден Трудового Красного Знамени
- Орден Отечественной войны I степени
- Орден «Знак Почета»
- медали СССР.